# 秋田あけぼの銀行硬式野球部
秋田あけぼの銀行硬式野球部（あきたあけぼのぎんこうこうしきやきゅうぶ）は、秋田県秋田市に本拠地を置き、日本野球連盟に加盟していた社会人野球の企業チームである。1991年限りで解散した。
運営母体は、第二地方銀行の秋田あけぼの銀行。

## 概要
1964年、秋田県秋田市に本店を置く秋田相互銀行の準硬式野球部が硬式野球部に転向し、『秋田相互銀行硬式野球部』として創部。
1975年、日本選手権に初出場を果たす。
1982年、都市対抗野球に初出場し、初勝利をあげる。
1989年、母体が相互銀行から第二地方銀行に転換し商号を秋田あけぼの銀行に改称したため、チーム名を『秋田あけぼの銀行硬式野球部』に改称した。
1991年10月29日、再来年の金利自由化に備えた銀行業務強化のため今年度シーズン限りでの休部が発表された。
その後、1993年に秋田あけぼの銀行は羽後銀行に吸収合併され北都銀行となり解散した。
現在北都銀行で活動しているバドミントン部は羽後銀行が母体のため、この野球部の系列ではない。

## 沿革
- 1964年 - 秋田県秋田市を本拠地に置き、『秋田相互銀行』として創部。
- 1975年 - 日本選手権に初出場（2回戦敗退）。
- 1982年 - 都市対抗野球に初出場（初戦敗退）。
- 1989年 - 母体の商号変更に伴い、チーム名を『秋田あけぼの銀行』に改称。
- 1991年 - シーズン終了後に解散。

## 主要大会の出場歴・最高成績
- 都市対抗野球大会 - 出場2回
- 社会人野球日本選手権大会 - 出場3回

## 主な出身プロ野球選手
- 佐藤純一（外野手） - 1982年ドラフト3位で近鉄バファローズに入団。